# منتخب إنجلترا للكريكيت للصم
يمثل فريق الكريكيت للصم الإنجليزي إنجلترا وويلز في لعبة الكريكيت الدولية للصم. يتكون الفريق من لاعبين من الصم أو ضعاف السمع، وهو أحد فرق ذوي الإعاقة الأربعة التابعة لمجلس الكريكيت في إنجلترا وويلز (ECB). يشارك فريق الكريكيت الإنجليزي للصم في لعبة الكريكيت الدولية منذ عام 1992، وكان وصيفًا دائمًا، وحقق ذلك في نسختي 1995/1996 و2005 من كأس العالم للصم بالإضافة إلى كأس أبطال المجلس الدولي للكريكيت للصم لعام 2011. وهم حاملو رماد الصم الحاليون.
على المستوى الدولي، يجب أن يعاني لاعبو الكريكيت الصم من فقدان سمع لا يقل عن 55 ديسيبل في كلتا الأذنين. على أرض الملعب، يلعب اللاعبون بدون أجهزة السمع/القوقعة المزروعة. يتكون فريق الكريكيت الإنجليزي للصم من مزيج من مستخدمي لغة الإشارة البريطانية ومستخدمي اللغة الإنجليزية المدعومة بالإشارات واللغة الإنجليزية المنطوقة.
المدرب الحالي هو جيسون ويفر. ويساعده في ذلك القائد السابق بول ألين.

## اللاعبون
يُقدر عدد لاعبي الكريكيت الصم وضعاف السمع في إنجلترا وويلز بأكثر من 2000 لاعب.

### الفريق الحالي
| الاسم                 | أسلوب الضرب | نمط البولينج                | فريق الإعاقة في الدوري الإنجليزي الممتاز | مقاطعة   | الحواشي                                                                                                   |
| --------------------- | ----------- | --------------------------- | ---------------------------------------- | -------- | --- |
| يخفق                  |             |                             |                                          |          | |
| جيمس سكوفيلد          | اليد اليمنى | كسر الذراع اليمنى           | -                                        | ويلز     | |
| كاميرون سويني         |             |                             | ترايدنتس                                 | يوركشاير | حارس مرمى سندرلاند للصم لكرة القدم                                                                        |
| أوميش فالجي إم بي إي. | اليد اليمنى | -                           | ترايدنتس                                 | ميدلسكس  | 2011 أفضل لاعب كريكيت في إنجلترا 2011 منح مبي لخدمات الرياضة المعوقين 2012 شخصية الصم الرياضية لهذا العام |
| جميع النواحي          |             |                             |                                          |          | |
| ستيفن جورج            | اليد اليمنى | الذراع اليمنى سريع-متوسط    | القراصنة                                 | ديفون    | 2014 أفضل لاعب كريكيت في إنجلترا                                                                          |
| جورج جرينواي          | اليد اليمنى | الذراع اليمنى سريع-متوسط    | الصقور                                   | ديفون    | كابتن 2024 الوصيف-شخصية العام الرياضية للصم                                                               |
| جويل هاريس            | اليد اليمنى |                             | ترايدنتس                                 | لانكشاير | |
| جيك أوكس              | اليد اليمنى | الذراع اليمنى المتوسطة      | القراصنة                                 | ميدلسكس  | |
| جوش برايس             | اليد اليمنى | كسر الذراع الأيسر           | القطط السوداء                            | ساري     | نائب النقيب أفضل لاعب كريكيت في إنجلترا لعام 2022                                                         |
| هنري وينمان           | اليد اليمنى | كسر الذراع الأيسر           | الصقور                                   | يوركشاير | |
| الرماه                |             |                             |                                          |          | |
| مات بيلي              | أعسر        | الذراع الأيسر سريع-متوسط    | الصقور                                   | شروبشاير | |
| ناثان كاديل           | اليد اليمنى | الذراع اليمنى متوسطة السرعة | الصقور                                   | ميدلسكس  | |
| جيمس ديكسون           | اليد اليمنى | الذراع اليمنى سريع-متوسط    | القطط السوداء                            | لانكشاير | |
| فاروق محمد            | اليد اليمنى | الذراع اليمنى سريع-متوسط    | القراصنة                                 | ميدلسكس  | |
| جيمس أوكونور          |             |                             | القطط السوداء                            | يوركشاير | كابتن يوركشاير الإعاقة الكريكيت                                                                           |
| لوك رايلي             |             | متوسطة                      | ترايدنتس                                 | يوركشاير | |

## مجلس الشرف
| نتيجة | اسم           | المعارضون    | تاريخ          |
| ----- | ------------- | ------------ | -------------- |
| 186*  | أوميش فالجي   | أستراليا     | 26 يناير 2004  |
| 140   | مايك أوماهوني | باكستان      | 29 ديسمبر 1995 |
| 129   | أوميش فالجي   | أستراليا     | 18 أغسطس 1994  |
| 125*  | أوميش فالجي   | أستراليا     | 23 يناير 2011  |
| 121*  | أوميش فالجي   | جنوب أفريقيا | 22 يناير 2011  |
| 117   | فيل أوتاواي   | الهند        | 5 يناير 1996   |
| 115   | مايك أوماهوني | أستراليا     | 7 يناير 1996   |
| 113   | مايك أوماهوني | أستراليا     | 13 يوليو 2008  |
| 107   | بن يونغ       | نيبال        | 20 نوفمبر 2005 |
| 104*  | أوميش فالجي   | أستراليا     | 18 يناير 2011  |
| 100   | ستيفن جورج    | جنوب أفريقيا | 28 أغسطس 2013  |
| 100   | أوميش فالجي   | الهند        | 21 نوفمبر 2005 |

| شخصيات البولينج | اسم              | المعارضون    | تاريخ          |
| --------------- | ---------------- | ------------ | -------------- |
| 7-22            | جورج جرينواي     | جنوب أفريقيا | 7 سبتمبر 2013  |
| 7-30            | بول ألين         | أستراليا     | 18 يناير 2011  |
| 6-40            | غاري بروبرت      | باكستان      | 29 ديسمبر 1995 |
| 6-61            | أوميش فالجي      | أستراليا     | 21 يناير 1992  |
| 5-6             | أوميش فالجي      | الهند        | 27 ديسمبر 1995 |
| 5-14            | ستيفان بيتشوفسكي | أستراليا     | 26 يناير 2011  |
| 5-28            | داريل سايكس      | بنغلاديش     | 25 نوفمبر 2005 |
| 5-31            | ستيفن جورج       | جنوب أفريقيا | 1 سبتمبر 2013  |
| 5-32            | محمد فاروق       | نيبال        | 20 نوفمبر 2005 |
| 5-20            | داريل سايكس      | الهند        | 21 نوفمبر 2005 |
| 5-61            | نايجل دافنبورت   | باكستان      | 9 أغسطس 2006   |
| 5-71            | ستيفن جورج       | أستراليا     | 18 يناير 2011  |

## تاريخ

### التسعينيات

#### 1992: أول ألبوم بطولة الرماد لفئة الصم
بعد المحادثات بين رواد لعبة الكريكيت للصم، ستيف ماي، وجون ويب، وروبرت كرافن، وديفيد موريس في عام 1988، تم الاتفاق على إقامة أول مباريات اختبارية على الإطلاق بين فريقين دوليين للصم. تمكن فريق الكريكيت للصم في بريطانيا العظمى من جمع 25 ألف جنيه إسترليني منها 3500 جنيه إسترليني من مجلس الرياضة للصم البريطاني لاستضافة السلسلة.
في ليلة رأس السنة الجديدة عام 1992، وصل فريق الكريكيت البريطاني للصم إلى بيرث لحضور حفل ترحيبي حار في مركز بيرث للصم. أقيمت أول مباراة اختبارية للكريكيت على الإطلاق في بيرث، ولكن لسوء الحظ هُزم الزوار بفارق 10 ويكيت. أقيمت المباريات الأربع التالية في أديلايد، وسيدني، وملبورن، وبريسبان. خسرت إنجلترا بطولة الأَشِز بنتيجة 4-0 (تعادل واحد).
اللاعب الحالي، أوميش فالجي، كان عضوًا في الفريق المسافر. سجل 191 نقطة في 5 مباريات، بمعدل 19.10. لم يتفوق عليه في المنتخب الإنجليزي سوى فيليب أوتاواي الذي سجل 202 نقطة بمعدل 20.20. كان أبرز لاعبي إنجلترا الذين حصلوا على الويكيت في هذه السلسلة هم أوميش فالجي (10)، وجون إيفرت (9)، وبيتر جونز (9).

#### 1994: استضافة أستراليا
في صيف عام 1994، زارت أستراليا إنجلترا للمشاركة في بطولة بطولة الرماد لفئة الصم، وتغلبت على منتخب إنجلترا الأقوى بنتيجة 2-0 في سلسلة من أربع مباريات لتحتفظ ببطولة الأَشِز. أقيمت المباراة الأولى في ملعب آبيديل بارك في جنوب يوركشاير (الملعب الرئيسي لنادي شيفيلد كوليجيت للكريكيت)، حيث ضربت إنجلترا أولاً وانهارت إلى 114ao في 63.2 جولة فقط. أستراليا، بقيادة اللاعب الافتتاحي كريس آشيندين (سجل 212 نقطة)، ضربت بسرعة لتصل إلى 338/5 قبل أن تعلن تقدمًا بـ 214 نقطة. وكان رد بريطانيا العظمى شجاعا لكن دون جدوى إذ سعت أستراليا إلى تسجيل 88 نقطة في الجولات الأخيرة دون أن تخسر أي ويكيت.
جرت المباريات التالية بنفس الطريقة مع تدخل الطقس لمنع الهزيمة أمام أستراليا. كان هناك بعض الأداء البارز الملحوظ من جانب بريطانيا العظمى بما في ذلك: 129 جولة لـ Umesh Valjee (أول مائة اختبار لبريطانيا العظمى على الإطلاق) و4–81 في المباراة النهائية؛ و4–22 لـ روس ماكولايفي في المباراة الثانية؛ و96 لـ فيليب أوتاواي في المباراة الأولى.

#### 1995: أول بطولة كأس العالم للصم (فيكتوريا، أستراليا)
استضافت أستراليا لرياضة الكريكيت للصم بطولة كأس العالم الأولى للكريكيت للصم في فيكتوريا. وعلى الرغم من خسارتها مباراتها الأولى أمام الهند، نجحت إنجلترا في تجاوز مرحلة دور المجموعات بسهولة، حيث تغلبت على سريلانكا وباكستان وجنوب أفريقيا، قبل أن تصل إلى الدور نصف النهائي حيث واجهت الهند مرة أخرى. هذه المرة، كان الإنجليز هم من حصدوا الصدارة، حيث سجلوا 245 نقطة، حيث سجل فيليب أوتاواي مفاجأة بتسجيله 117 نقطة، بينما حصل أوميش على 96 نقطة بشكل مثير للجدل. وأشعل لاعبو البولينج الإنجليز حماسهم، وتغلبوا على الهند بنتيجة 207-0، ليصلوا إلى المباراة النهائية حيث كانت أستراليا في انتظارهم.
في المباراة النهائية، ضربت إنجلترا أولاً ضد أصحاب الأرض، وسجلت 261/6 من أصل 50 جولة. مايك أوماهوني هو صاحب أعلى نتيجة برصيد 116. ومع ذلك، أمام حشد صاخب، تمكن الأستراليون بقيادة قائدهم من الحفاظ على شجاعتهم ومطاردتهم في 47 جولة. إنجلترا تعود إلى ديارها وصيفة.

### العقد الأول من القرن الحادي والعشرين

#### 2004: زيارة أستراليا
بعد انقطاع دام ثماني سنوات عن لعبة الكريكيت الدولية، عادت إنجلترا إلى أستراليا في عام 2004 للمشاركة في بطولة بطولة الرماد لفئة الصم الثالثة. لقد لعبوا خمس مباريات دولية وثلاث مباريات اختبارية في خمسة أسابيع زاروا فيها سيدني وبريسبان وملبورن. لقد خسروا أغلب مبارياتهم. أستراليا تسحق الزوار في سلسلة مباريات اليوم الواحد (5-0) وتتوج المضيفة بالفوز على بطولة الرماد لفئة الصم مرة أخرى (1-0). هدف أوميش فالجي رقم 186*، لحظة لا تنسى بالنسبة للزوار.
كان أوميش فالجي هو صاحب أعلى نتيجة في السلسلة برصيد 494 نقطة (بمعدل 54.89) بدعم من مايك أوموني برصيد 357 نقطة (32.45) وبين يونج برصيد 313 نقطة (بمعدل 28.45). روس ماكوليف هو الأفضل بين لاعبي البولينج بحصوله على 10 ويكيت وستيفان بيتشوفسكي الذي حصل على 7 ويكيت. داريل سايكس، بول ألين ومارك وودمان، جميعهم حصلوا على 6 ويكيت.

#### 2005: كأس العالم للكريكيت للصم (لكناو، الهند)
سافرت إنجلترا إلى الهند بآمال كبيرة، لكن بعد بداية صعبة، خسرت ثلاث من مبارياتها الأربع الأولى. وتمكنوا من التأهل إلى الدور نصف النهائي بفوز مقنع على نيوزيلندا (بفارق 178 جولة). لقد تغلبوا على عدوهم القديم، أستراليا، في الدور نصف النهائي. تمكن بول ألين من الحصول على 4-25 ليقتصر الأستراليون على 153 نقطة، وهو ما طاردته إنجلترا في 43 جولة على الرغم من بعض اللحظات المتوترة.
وانتظرتهم الهند في المباراة النهائية على ملعب كيه دي سينغ بابو. فاز أوميش فالجي بالقرعة ووضع المضيفين في المضرب. وسجلت الهند 193 نقطة في مباراة تنافسية للغاية، مستغلة بعض الأخطاء الطفيفة من جانب الزوار. حصلت الهند على ويكيتات منتظمة للفوز بكأس العالم لأول مرة. إنجلترا وصيفة مرة أخرى.

#### 2006: استضافة باكستان
استضافت إنجلترا باكستان لأول مرة في عام 2006. لقد لعبوا خمس مباريات، والتي شكلت 2 من مباريات دولية ليوم واحد، و2 من مباريات T20 ومباراة اختبار واحدة. كانت سلسلة قوية ومنافسة أسفرت عن فوزين لأصحاب الأرض وفوزين للزوار وتعادل في مباراة تجريبية.
عاد مايك أوماهوني إلى مستواه حيث سجل 170 نقطة في 6 أدوار. وتابع بن يونج أداءه الجيد في كأس العالم بتسجيله 152 نقطة خلال 6 جولات. وكان الوافد الجديد، بليث دنكان، هو الاختيار الأمثل بين لاعبي البولينج بحصوله على 10 ويكيتات (بمعدل 8.3)، كما حصل نايجل دافنبورت أيضًا على 10 ويكيتات عبر السلسلة.

### العقد الثاني من القرن الحادي والعشرين - بداية عصر البنك المركزي الأوروبي

#### 2011: تفاوت الحظوظ في أستراليا
لعبت إنجلترا مباراة اختبارية واحدة ضد أستراليا للمشاركة في بطولة بطولة الرماد لفئة الصم 2011. بدأت إنجلترا المباراة بشكل جيد، حيث تغلبت على أستراليا بـ 157 نقطة، وكان أفضل لاعبي البولينج هو بول ألين الذي حصل على 4/65، بدعم من اللاعب الجديد جورج جرينواي الذي حصل على أول ويكيت دولي له. وردًا على ذلك، سجل أوميش قرنًا (104*) ليقود إنجلترا إلى تقدم ضئيل بواقع 28 نقطة في الشوط الأول.
أستراليا التي استشعرت هزيمة محتملة، شقت طريقها بصعوبة خلال عدة جلسات انتهت بنتيجة 246ao (ستيفن جورج 5/72 وبول ألين 4/65)، بفارق 218. انطلقت إنجلترا في مطاردتها على عجل بحثًا عن الفوز، ولكن لسوء الحظ لم يكن الوقت في صالحها على الرغم من أفضل جهود جيمس سكوفيلد (74*)، وانتهت إنجلترا بنتيجة 129/7 واحتفظت أستراليا بكأس ديف آشز.
تبع ذلك سلسلة ثلاثية من مباريات الكرة البيضاء بين أستراليا وإنجلترا وجنوب إفريقيا والتي تم تنظيمها في مسابقتين؛ مباريات اليوم الواحد ومباريات العشرين.
بعد فوز مقنع على جنوب أفريقيا وأستراليا في مباريات دور المجموعات. خسرت إنجلترا نهائي سلسلة مباريات اليوم الواحد أمام أستراليا. خرجت إنجلترا من المباراة بنتيجة 62-62، وهو ما طاردها بسهولة المضيفون مقابل خسارة ويكيت واحد.
كان حظ إنجلترا أفضل في سلسلة T20، حيث تغلبت على أستراليا بعد تقييد المضيفين بـ 90/9 من 20 جولة. قادت أفضل ثلاثة فرق في إنجلترا إلى الفوز بسلسلة T20.

#### 2013: تبييض جنوب أفريقيا
زارت إنجلترا جنوب أفريقيا في سبتمبر 2013 للمشاركة في أول سلسلة دولية للكريكيت للصم في جنوب أفريقيا. تم استضافة السلسلة من قبل اتحاد الكريكيت الشمالي في حديقة سينوفيتش.
أثبتت إنجلترا أنها أقوى من المضيفين بعد فوزها في السلسلة 6-0. ومن أبرز الأحداث التي شهدها اللقاء بالنسبة للزوار الشراكة الافتتاحية بين أوميش فالجي وجيمس سكوفيلد (كلاهما سجل 95 نقطة)، وأول قرن دولي للاعب ستيفن جورج، و7-22 التي لا تنسى للاعب جورج جرينوايز.
حصل ستيفن جورج على جائزة لاعب الكريكيت المعاق لعام 2013 بسبب أدائه في جميع المباريات.

#### 2016: بطولة المجلس الدولي للكريكيت للصم (دبي، الإمارات العربية المتحدة)
أقيمت بطولة المجلس الدولي للكريكيت للصم في عام 2016 بين إنجلترا والهند وباكستان وجنوب إفريقيا. بعد إلغاء المباراة الأولى ضد جنوب أفريقيا بسبب الطقس، فازت إنجلترا على باكستان بفارق 16 جولة في مباراتها الثانية. في مباراة خروج المغلوب بين إنجلترا والهند، ثبت بشكل مثير للجدل أن الهند تنتهك قواعد لعبة الكريكيت الدولية للصم بسبب لاعب يرتدي سماعة أذن، مما يعني أنهم اضطروا إلى الانسحاب وتأهلت إنجلترا إلى النهائي.
خسرت إنجلترا أمام باكستان في المباراة النهائية على ملعب الشارقة. سجلت إنجلترا أول نقطة في المباراة مسجلة 225/6 من 50 جولة مع مساهمات من أوميش فالجي (63)، وسام كريتشارد (54)، وبول ألين (45*). تمكنت باكستان، بقيادة وقاص (76)، من الفوز في 48.4 جولة على الرغم من أفضل جهود بول ألين (3-54).

### عشرينيات القرن الحادي والعشرين

#### 2022: إنجلترا تفوز ببطولة بطولة الرماد لفئة الصم للمرة الأولى
في صيف عام 2022، توجهت إنجلترا إلى بريسبان، أستراليا، للمشاركة في بطولة بطولة الرماد لفئة الصم. مرة أخرى كانت أستراليا المرشحة الأبرز للفوز بعد أن لم تخسر قط أمام إنجلترا في سلسلة الأَشِز (4-0). ومع ذلك، فاز منتخب إنجلترا بقيادة جورج جرينواي ببطولة أشيز بأسلوب مقنع، حيث فاز في 6 من أصل 8 مباريات (6-2).
أقيمت بطولة الأَشِز على سلسلتين، سلسلة T20 مكونة من 5 مباريات وسلسلة مبارايات دولية ليوم واحد مكونة من 3 مباريات. تقدمت إنجلترا بنتيجة 3-2 في سلسلة مباريات T20 قبل أن تفوز بها 3-0 لتضمن فوزها في الأَشِز.
فاز جوش برايس بجائزة أفضل لاعب في السلسلة، حيث حقق متوسط 32 ضربة بالمضرب، بما في ذلك ضربات حاسمة بلغت 83 و82 في سلسلة مباريات اليوم الواحد. كما حصل أيضًا على 10 ويكيت في بطولة الأَشِز. حصل على جائزة لاعب الكريكيت من ذوي الإعاقة لعام 2022 من لوردز تافينر.
وكان هناك أيضًا أداء ضرب لا ينسى من جورج جرينواي (63، 52*)، وستيفن جورج (57*)، وجيمس سكوفيلد (59*). كان هنري واينمان هو صاحب أعلى عدد من الويكيتات بـ 11 ويكيت.

#### 2023/4: كأس العالم للصم T20
كان من المقرر أن تقام بطولة كأس العالم للصم في قطر بين ثمانية فرق في أوائل ديسمبر 2023 (من 3 إلى 12). ومع ذلك، وبسبب "التحديات السائدة وعدم اليقين في المنطقة"، قررت جمعية الكريكيت القطرية تأجيل البطولة. ولم تحضر إنجلترا بطولة كأس العالم التي أقيمت بعد ثلاثة أشهر في الشارقة بالإمارات العربية المتحدة.

#### 2024: استضافة الهند (سلسلة T20)
زارت الهند إنجلترا في صيف عام 2024 للعب سلسلة T20 ثنائية مكونة من 7 مباريات. فازت الهند بالسلسلة بنتيجة 5-2.
وعلى الرغم من خروجها بنتيجة 95-0 في المباراة الافتتاحية، نجحت إنجلترا في تأمين الفوز بفضل نتيجة داكويرث-لويس-ستيرن التي تأثرت بالأمطار، حيث منحها الويكيتان المبكرتان لـ مات بيلي الأفضلية مع هطول الأمطار.
وبعد ذلك، تقدمت الهند 2-1 بفوزها في مباراتين على ملعب نادي كيدرمينستر للكريكيت، حيث تألق ساي أكاش بتسجيله 53 و65 نقطة في المباراتين. حققت إنجلترا فوزا رائعا في المباراة الرابعة على ملعب نورثامبتون للكريكيت، بقيادة جوش برايس الذي سجل 69 نقطة دون أن يخسر في مطاردة مثيرة للإعجاب.
في مباراتين متتاليتين على ملعب أستوود بانك، قدمت الهند أداءً مهيمناً بالمضرب والكرة، وحققت الانتصارات في المباراتين لتحسم السلسلة. كان ساي أكاش متميزًا مرة أخرى، حيث سجل 50 نقطة من 26 كرة في إحدى المباريات. واختتمت السلسلة على ملعب مقاطعة أبتونستيل، حيث نجحت الهند في مطاردة هدف قدره 163 للفوز بالمباراة النهائية.
- الهند: لاعب السلسلة - ساي أكاش
- إنجلترا: لاعب السلسلة - جوش برايس
- لحظة من السلسلة - جيمس سكوفيلد (إنج) كاتش.

## روابط خارجية
- ECB - الكريكيت لذوي الاحتياجات الخاصة
- رابطة الكريكيت الإنجليزية للصم (ECAD)